# Campionati africani di badminton 2019
I Campionati africani di badminton 2019 si sono svolti a Port Harcourt, in Nigeria, dal 22 al 28 aprile 2019. È stata la 22ª edizione del torneo, organizzato dalla Badminton Confederation of Africa.

## Podi
| Evento              | Oro                                           | Argento                            | Bronzo                                     |
| Singolare maschile  | Anuoluwapo Juwon Opeyori                      | Godwin Olofua                      | Georges Paul                               |
| Singolare maschile  | Anuoluwapo Juwon Opeyori                      | Godwin Olofua                      | Clement Krobakpo                           |
| Singolare femminile | Dorcas Ajoke Adesokan                         | Kate Foo Kune                      | Doha Hany                                  |
| Singolare femminile | Dorcas Ajoke Adesokan                         | Kate Foo Kune                      | Zainab Damilola Alabi                      |
| Doppio maschile     | Koceila Mammeri Youcef Sabri Medel            | Enejoh Abah Isaac Minaphee         | Godwin Olofua Anuoluwapo Juwon Opeyori     |
| Doppio maschile     | Koceila Mammeri Youcef Sabri Medel            | Enejoh Abah Isaac Minaphee         | Abdelrahman Abdelhakim Ahmed Salah         |
| Doppio femminile    | Dorcas Ajoke Adesokan Uchechukwu Deborah Ukeh | Amin Yop Christopher Chineye Ibere | Augustina Ebhomien Sunday Peace Orji       |
| Doppio femminile    | Dorcas Ajoke Adesokan Uchechukwu Deborah Ukeh | Amin Yop Christopher Chineye Ibere | Eyram Yaa Migbodzi Perpertual Mensah Quaye |
| Doppio misto        | Koceila Mammeri Linda Mazri                   | Enejoh Abah Peace Orji             | Ahmed Salah Hadia Hosny                    |
| Doppio misto        | Koceila Mammeri Linda Mazri                   | Enejoh Abah Peace Orji             | Adham Hatem Elgamal Doha Hany              |
| Squadra mista       | Nigeria                                       | Mauritius                          | Egitto                                     |
| Squadra mista       | Nigeria                                       | Mauritius                          | Ghana                                      |